# Krimml
Krimml est une commune autrichienne du district de Zell am See, dans le land de Salzbourg. Elle est bien connue pour les cascades de Krimml, qui avec 380 mètres de chute figurent parmi les plus hautes d'Europe.

## Géographie
Krimml se trouve dans la partie occidentale de la région de Pinzgau, à 54 km à l'ouest de Zell am See, chef-lieu éponyme du district. Le village est situé dans une vallée encaissée au-dessus de la rivière Salzach, à une altitude de 1 067 mètres. Elle est, dans le land de Salzbourg, la commune la plus occidentale, proche de la frontière limitrophe avec le Tyrol à Gerlos, et la seule à être limitrophe avec l'Italie.

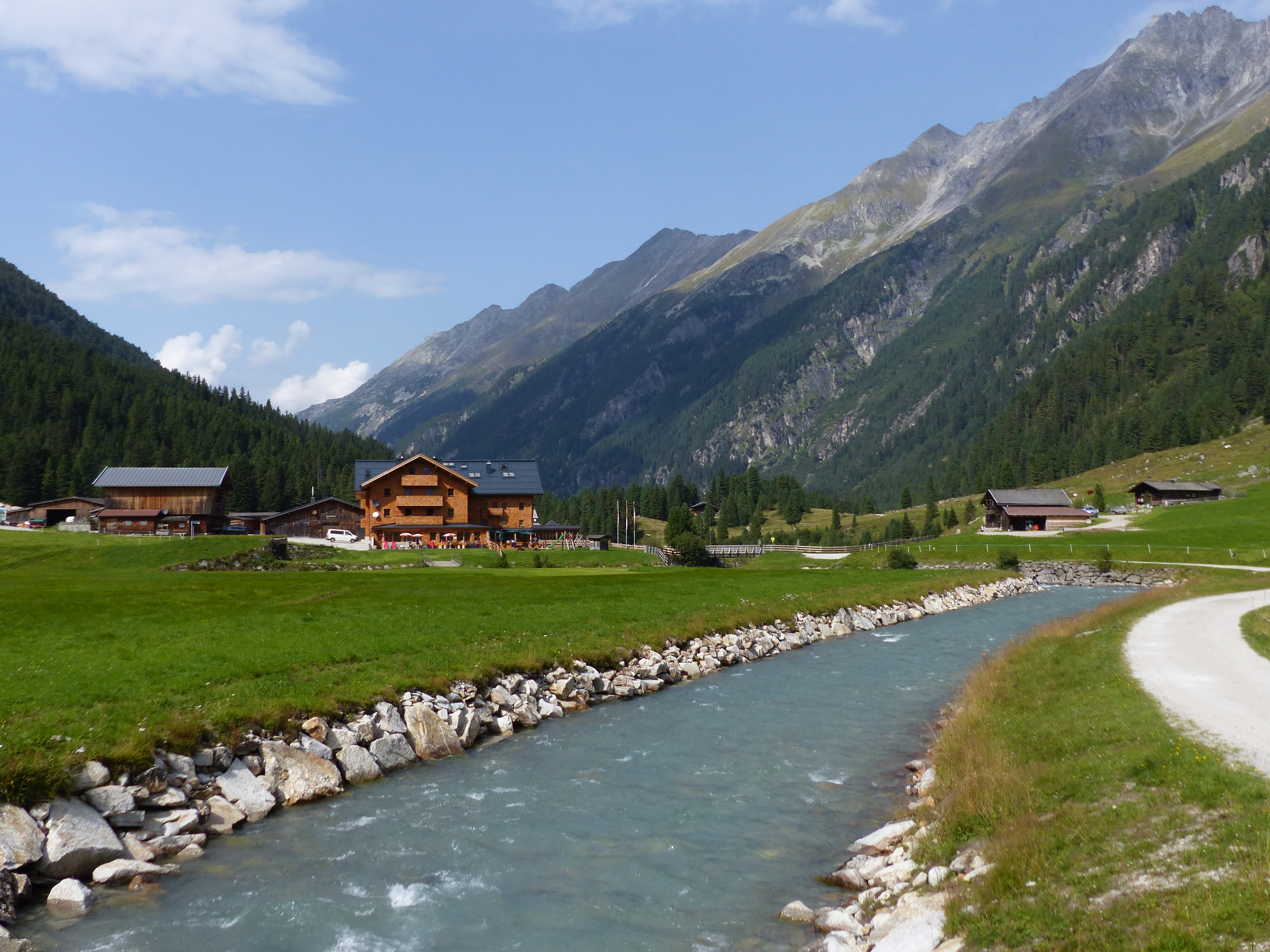
La vallée de la Krimmler Ache avec l'hôtel de montagne Tauernhaus.

La Salzach, un affluent de l'Inn, prend sa source au nord de Krimml, à 2 300 mètres d'altitude. Au sud, la vallée de la Krimmler Ache s'étend des cascades de Krimml à la crête principale des Alpes orientales centrales près de la Dreiherrnspitze, constituant la frontière naturelle entre les Alpes de Zillertal à l'ouest et les Hohe Tauern à l'est. De là, les deux sentiers en passant les cols de Birnlücke (2 665 mètres) et du Krimmler Tauern (2 634 mètres) mènent à Valle Aurina (Ahrntal) dans la province italienne de Bolzano (le Tyrol du Sud).
Krimml est l'une des communes du land de Salzbourg dont une partie du territoire est incluse dans le parc national des Hohe Tauern.

### Administration
La commune est subdivisée en trois quartiers : Hochkrimml, Oberkrimml et Unterkrimml.

### Transport
La ligne de chemin de fer à voie étroite Pinzgaubahn (de), ouvert en 1898, permet un accès direct de la gare de Krimml à Zell am See.

## Histoire

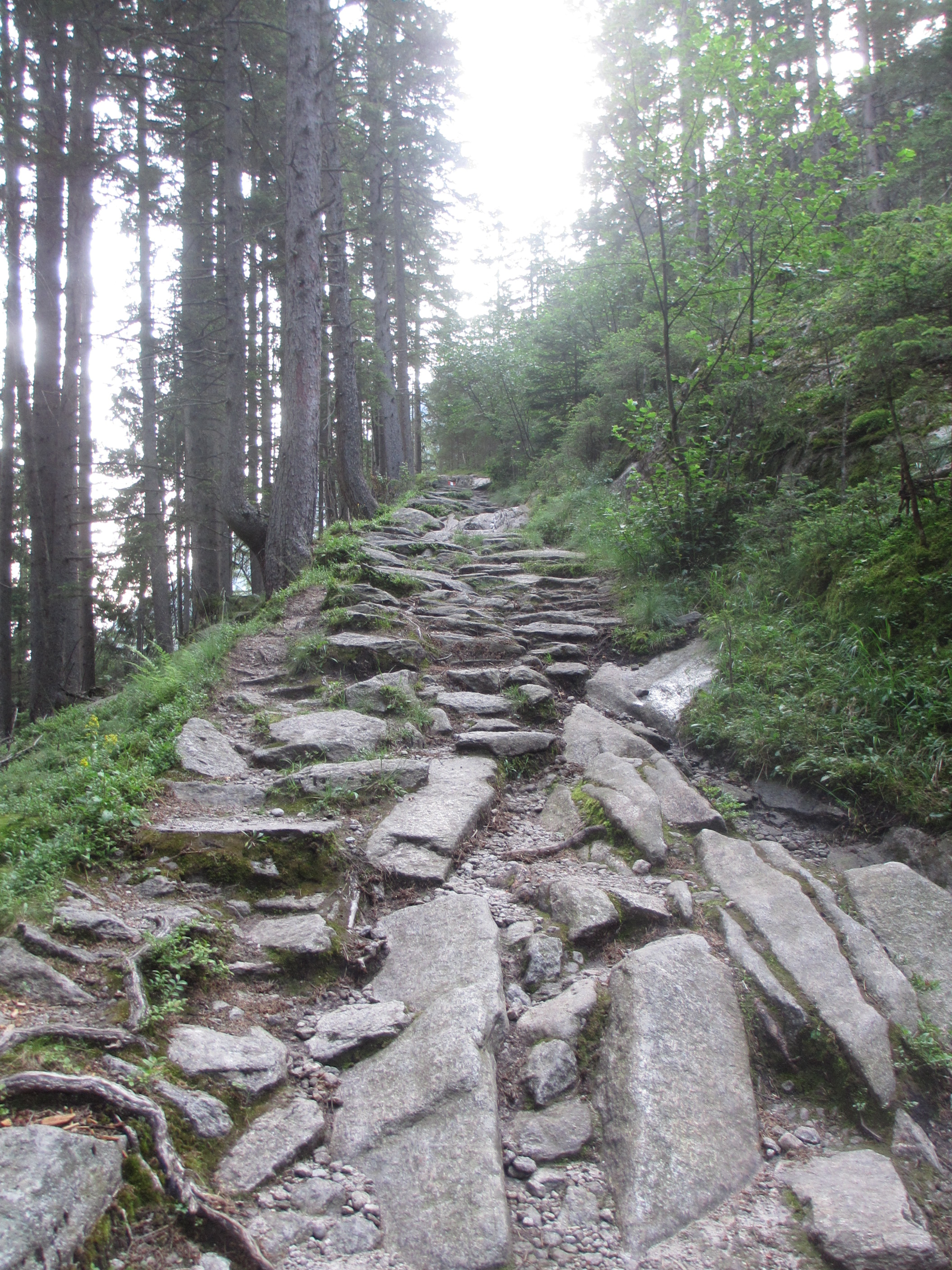
L'ancien chemin des Tauern.

Les premières traces des colonisations dans la région remontent à l'âge de bronze et la civilisation subséquente de Hallstatt. La vallée de la Krimmler Ache était un important point de passage traversant les Alpes déjà connu par les Celtes (du royaume de Norique) et les anciens Romains.
Au moyen âge, la vallée de Krimml est habitée par les Bavarii et fait partie du duché de Bavière, gérée par les comtes locales résidant au château de Mittersill. Les cols alpines ont été très significatifs pour les campagnes des empereurs romains germaniques en le royaume d'Italie. Le domain de Chrvmbel est évoqué pour la première en 1224, en même temps que la région de Pinzgau échoit aux archevêques de Salzbourg. Une église paroissiale est documentée dans un acte de donation à l'abbaye de Raitenhaslach datant de 1244. La première mention d'un refuge Krimmler Tauernhaus (de), fondé sous l'administration de l'autorité archiépiscopale au voie de passage traversant les Alpes, remonte à 1389.
Après la sécularisation du prince-archevêché de Salzbourg par le recès d'Empire, la région est rattachée à l'empire d'Autriche en 1805. Les premiers itinéraires touristiques pour les randonnées pédestres ont été réalisés par le Club alpin autrichien vers l'an 1879.
Après la Seconde Guerre mondiale, durant l'été 1947, la vallée de Krimml, en raison de sa situation et géographique et dans la zone d'occupation américaine a permis le départ d'Autriche des réfugiés juifs d'Europe de l'Est, survivants de la Shoah. Des milliers de réfugiés juifs à destination de la Palestine via le port de Gênes sont bloqués à la suite de l'interdiction de la traversée des Alpes par les autorités britannique et française dans leur zone respective d'occupation. Sous l'égide de l'organisation Brichah, une filière de passage s'organise et permet à 5 000 réfugiés de passer du camp de Saalfelden à l'Italie par le col du Krimmler Tauern. Après plusieurs heures de marche, ils font une halte au refuge Krimmler Tauernhaus où ils sont accueillis, nourris et soignés par la tenancière, Liesl Geisler (1905-1985). Pour ce dévouement, le titre de Juste parmi les nations lui est décerné.

## Personnalités
- L'actrice Sybille Schmitz (1909-1955) et son mari, le scénariste Harald G. Petersson (1904-1977) ont vécu quelque temps à Krimml.